# Monte Grande (centrala Tantoyuca kommun)
Monte Grande är en ort i Mexiko.   Den ligger i kommunen Tantoyuca och delstaten Veracruz, i den sydöstra delen av landet, 240 km norr om huvudstaden Mexico City. Monte Grande ligger 228 meter över havet och antalet invånare är 131.
Terrängen runt Monte Grande är huvudsakligen platt. Monte Grande ligger uppe på en höjd. Runt Monte Grande är det ganska tätbefolkat, med 72 invånare per kvadratkilometer. Närmaste större samhälle är Tantoyuca, 2,8 km söder om Monte Grande. Trakten runt Monte Grande består till största delen av jordbruksmark.